# Wolfpack Entertainment
Wolfpack Entertainment ist ein deutsches Plattenlabel des Rappers D-Bo, das 2008 gegründet wurde. Die Veröffentlichungen des Labels können vor allem dem Genre Hip-Hop zugeordnet werden. Darüber hinaus bedienen sich einige Alben stilistisch den Musikrichtungen Pop, Dubstep, Alternative Rap und Electro.

## Geschichte
Wolfpack Entertainment wurde am 1. Januar 2008 von Danny Bokelmann gegründet. Die Idee zur Plattform war bereits 1998 entstanden. Bokelmann, der unter dem Namen D-Bo auch als Rapper aktiv ist, hatte 2004 gemeinsam mit Bushido das Musiklabel ersguterjunge gegründet und war dort bis 2008 tätig. Als Vertriebspartner für Wolfpack Entertainment konnte Bokelmann Soulfood sowie für den digitalen Vertrieb Kontor New Media gewinnen. Wolfpack Entertainment bedient sich vor allem sogenannter Bandübernahmeverträge. So wurden etwa Verträge über Alben von Jalil, Marc Reis, PA Sports, KC Rebell oder Bizzy Montana abgeschlossen.
Die erste Veröffentlichung des Labels war das Mixtape Therapie vor dem Album des Hip-Hop-Musikers RAF Camora. Mit dem D-Bo-Album Die Lüge der Freiheit erreichte das Label mit Rang 89 die erste Chartplatzierung in Deutschland. Durch Veröffentlichungen der österreichischen Rapper Nazar und Chakuza stiegen einige Alben auch in die Charts in Österreich ein. Das bislang erfolgreichste Album des Labels ist Nero von Vega, das Anfang 2013 Position 2 der deutschen Charts erreichte.
Im Juli 2012 ging Wolfpack Entertainment einen Labelvertrag mit Vegas Plattform Freunde von Niemand ein. Hadi El-Dor tritt als Geschäftsführer des Sublabels in Erscheinung. Neben Vega sollen auch die Rapper Bizzy Montana, Timeless und Bosca sowie die Produzenten Johnny Pepp, Cristalbeats und Jumpa-Beatz ihre Alben über Freunde von Niemand veröffentlichen. Bereits im März 2012 hatte das Label einen Verlagsvertrag mit EMI Music Publishing abgeschlossen. Am 31. August erschien mit dem Sampler Willkommen im Niemandsland die erste Veröffentlichung des Sublabels.
Mit Indipendenza wurde 2013 ein weiteres Sublabel unter der Leitung von RAF 3.0 gegründet. Joshi Mizu wurde als erster Künstler bei dem Independent-Label unter Vertrag genommen. Dessen Album Zu!Gabe stellte Anfang März 2013 die erste Veröffentlichung von Indipendenza dar.
Im Mai 2013 unterschrieb der Rapper Liquit Walker einen Künstlervertrag bei Wolfpack Entertainment. Zuvor war er bei Freunde von Niemand unter Vertrag gewesen und hatte dort sein Album Unter Wölfen veröffentlicht.
Im August 2014 veröffentlichte der österreichische Rapper Nazar sein Album Camouflage mit Wolfpack Entertainment, welches sich drei Wochen auf Platz 2 in den deutschen Charts hielt.
MacherMusik wurde 2014 als ein weiteres Sublabel, unter der Leitung des deutschen Hip-Hop Künstlers Blut&Kasse, gegründet. Dessen Album 100 Prozent Macher, welches zusammen mit dem Rapper Pedaz produziert wurde, stellte im August die erste Veröffentlichung des Sublabels dar.
Die Künstlerin Pilz aus Hamburg gründete, zusammen mit Wolfpack Entertainment, 2015 das Sublabel Kopfkino und veröffentlichte dann im Juni ihr Debütalbum Beef.
Damion Davis veröffentlichte 2016 sein Album Forever Ying über NewDEF, welches sich auch als ein Sublabel von Wolfpack Entertainment versteht. Chakuza releaste zusammen mit Bizzy Montana im April 2017 das Kollaboalbum Blackout 2, das Chakuzas zweite Veröffentlichung auf Wolfpack Entertainment darstellte. Kurz darauf veröffentlichten die beiden Rapper die gemeinsame Sommerdepression EP. Im selben Jahr veröffentlichte der Künstler Eazy sein Album Black Tape.
Im Jahr 2018 veröffentlichten die Berliner Rapper Garma Kang mehrere Singles über Wolfpack Entertainment. Ebenfalls veröffentlichte Antifuchs ihr Debütalbum Stola. Nach ihrer Veröffentlichung publizierte Antifuchs zwischen 2018 und 2019 mehrere Singles. Des Weiteren brachte Chakuza mit Suchen & Zerstören 3 einen neuen Teil seiner Albumreihe heraus. Im Jahr 2018 unterschrieb der R&B Sänger Niqo Nuevo einen Managementvertrag bei Wolfpack Entertainment und veröffentlichte im April 2019 sein erstes Album Eastside Junge. Ebenfalls übernahm Wolfpack Entertainment seit 2019 diverse Managementaktivitäten für Künstler wie Laidback Leo und MVRVIN.

## Diskografie
| Veröffentlichung | Titel                                                                     | Künstler                              | Artikel-Nummer          | Anmerkungen                    | Chart-Platzierung                      | Cover |
| ---------------- | ------------------------------------------------------------------------- | ------------------------------------- | ----------------------- | ------------------------------ | -------------------------------------- | ----- |
| 2008             | Therapie vor dem Album                                                    | RAF Camora                            | WPE 001                 | Mixtape                        |                                        |       |
| 2009             | Die Lüge der Freiheit                                                     | D-Bo                                  | WPE 002                 | Album                          | DE: Platz 89                           |       |
| 2009             | Alles easy                                                                | D-Bo                                  | WPE 003                 | Single                         |                                        |       |
| 2009             | Frust                                                                     | D-Bo                                  | WPE 004                 | Single                         |                                        |       |
| 2009             | Nächster Stopp Zukunft                                                    | RAF Camora                            | WPE 005                 | Album                          |                                        |       |
| 2010             | Artkore                                                                   | Nazar und RAF Camora                  | WPE 006                 | Album                          | AT: Platz 33                           |       |
| 2010             | Eine Maschine                                                             | David Asphalt                         | WPE 008                 | Album                          |                                        |       |
| 2010             | Therapie nach dem Album                                                   | RAF Camora                            | WPE 007                 | Mixtape                        | AT: Platz 42                           |       |
| 2010             | Suchen & Zerstören II                                                     | Chakuza                               | WPE 009                 | Mixtape                        | AT: Platz 36                           |       |
| 2010             | Inedit 2003–2010                                                          | RAF Camora                            | WPE 010                 | Mixtape                        |                                        |       |
| 2010             | Deine Maske EP                                                            | Deine Jugend                          |                         | EP                             |                                        |       |
| 2011             | Auf der Suche nach dem Glück                                              | D-Bo                                  | WPE 011                 | Album                          |                                        |       |
| 2011             | Rock that Party, Berlin                                                   | D-Bo                                  | WPE 012                 | Single                         |                                        |       |
| 2011             | Monolog                                                                   | Marc Reis                             | WPE 013                 | Album                          |                                        |       |
| 2011             | Ein Hauch von Gift                                                        | Bizzy Montana                         | WPE 014                 | Album                          | DE: Platz 42 AT: Platz 53              |       |
| 2011             | Vampir                                                                    | D-Bo feat. Deine Jugend               | WPE 015                 | Single                         |                                        |       |
| 2011             | Fakker                                                                    | Nazar (Rapper)                        | WPE 016                 | Album                          | AT: Platz 6 DE: Platz 36               |       |
| 2011             | Kein Morgen                                                               | Nazar (Rapper) feat. Sido und RAF 3.0 | WPE 017                 | Single                         |                                        |       |
| 2011             | Pandemonium                                                               | Hardsoul                              | WPE 018                 | Album                          |                                        |       |
| 2011             | Said                                                                      | Said                                  | WPE 019                 | Album                          |                                        |       |
| 2011             | Glücklich                                                                 | D-Bo feat. RAF 3.0                    | WPE 020                 | Single                         |                                        |       |
| 2011             | Hip-Hop Lebt Volume 2                                                     | Hadi El-Dor                           | WPE 021                 | Sampler                        |                                        |       |
| 2011             | Lasermania                                                                | Ribellu feat. Deine Jugend            | WPE 022                 | Single                         |                                        |       |
| 2011             | Fighting Society                                                          | Bosca                                 | WPE 023                 | Album                          |                                        |       |
| 2012             | Sinneswandel                                                              | Jalil                                 | WPE 024                 | EP                             |                                        |       |
| 2012             | Vincent                                                                   | Vega                                  | WPE 025                 | Album                          | DE: Platz 5 AT: Platz 38               |       |
| 2012             | Gift                                                                      | Bizzy Montana                         | WPE 026                 | Album                          | DE: Platz 32 AT: Platz 35              |       |
| 2012             | Wolfpack Label Sampler                                                    | Wolfpack Entertainment                | WPE 027                 | Sampler                        |                                        |       |
| 2012             | Tausend Dinge                                                             | Jalil                                 | WPE 028                 | Single                         |                                        |       |
| 2012             | Deo Volente                                                               | D-Bo                                  | WPE 029                 | Album (Wiederveröffentlichung) |                                        |       |
| 2012             | Deutscha Playa                                                            | D-Bo                                  | WPE 030                 | Album (Wiederveröffentlichung) |                                        |       |
| 2012             | Sans Souci                                                                | D-Bo                                  | WPE 031                 | Album (Wiederveröffentlichung) |                                        |       |
| 2012             | Seelenblut                                                                | D-Bo                                  | WPE 032                 | Album (Wiederveröffentlichung) |                                        |       |
| 2012             | Vom Glück zurück                                                          | PA Sports                             | WPE 033                 | Album                          | DE: Platz 46                           |       |
| 2012             | Quand la Nuit                                                             | Ribellu feat. D-Bo                    | WPE 034                 | Single                         |                                        |       |
| 2012             | Da geht es lang                                                           | KD-Supier feat. Harris                | WPE 035                 | Single                         |                                        |       |
| 2012             | Rebellismus                                                               | KC Rebell                             | WPE 036                 | Album                          | DE: Platz 33 CH: Platz 97              |       |
| 2012             | Alles okay                                                                | Ikarus & Lp                           | WPE 037                 | Single                         |                                        |       |
| 2012             | Willkommen im Niemandsland                                                | Freunde von Niemand                   | FVN 001                 | Sampler                        | DE: Platz 7 AT: Platz 48               |       |
| 2012             | Narkose                                                                   | Nazar (Rapper)                        | WPE 038                 | Album                          | AT: Platz 5 DE: Platz 10 CH: Platz 28  |       |
| 2012             | Narkose (Fakker Edition)                                                  | Nazar (Rapper)                        | WPE 039                 | Album                          | AT: Platz 5 DE: Platz 10 CH: Platz 28  |       |
| 2012             | Alleine sein                                                              | D-Bo feat. Max Mostley                | WPE 041                 | Single                         |                                        |       |
| 2012             | Durchzug                                                                  | D-Bo                                  | WPE 042                 | Single                         |                                        |       |
| 2012             | Dein Herz                                                                 | D-Bo                                  | WPE 043                 | Single                         |                                        |       |
| 2013             | Von einem anderen Stern                                                   | Vega feat. Motrip und RAF 3.0         | FVN05                   | Single                         |                                        |       |
| 2013             | Sanduhr                                                                   | Vega                                  | FVN 06                  | Single                         |                                        |       |
| 2013             | Kopffick mit Niveau                                                       | D-Bo                                  | WPE 044                 | Album                          | DE: Platz 79                           |       |
| 2013             | Nero (Standard-Version) (Premium-Version) (Limited Edition)               | Vega                                  | FVN 002 FVN 003 FVN 004 | Album Album und DVD            | DE: Platz 2 AT: Platz 14 CH: Platz 30  |       |
| 2013             | Zu!Gabe                                                                   | Joshi Mizu                            | INDI 001                | Album                          |                                        |       |
| 2013             | Unter Wölfen                                                              | Liquit Walker                         | FVN 007                 | Album                          | DE: Platz 19 AT: Platz 37 CH: Platz 41 |       |
| 2013             | 00:00                                                                     | Timeless                              | FVN 008                 | Album                          | DE: Platz 31                           |       |
| 2013             | Abrakadabra                                                               | Nazar                                 | WPE 048                 | Single                         |                                        |       |
| 2013             | Lass los                                                                  | Ikarus & LP                           | WPE 047                 | EP                             |                                        |       |
| 2013             | An manchen Tagen                                                          | Nazar                                 | WPE 049                 | Single                         |                                        |       |
| 2013             | Fakker Lifestyle                                                          | Nazar                                 | WPE 045                 | Album                          | DE: Platz 03 AT: Platz 02 CH: Platz 15 |       |
| 2013             | Serotonin                                                                 | Deine Jugend                          | WPE 050                 | Single                         |                                        |       |
| 2013             | Nur Tanzen                                                                | Deine Jugend                          | WPE 051                 | Single                         |                                        |       |
| 2013             | Solange es schlägt                                                        | Bosca                                 | FVN 009                 | Album                          | DE: Platz 10                           |       |
| 2013             | Serotonin                                                                 | Deine Jugend                          | WPE 044                 | Album                          |                                        |       |
| 2013             | Macher oder Träumer                                                       | Blut & Kasse                          | BUK 001                 | Album                          |                                        |       |
| 2014             | Willkommen im Niemandsland Teil 2                                         | Freunde von Niemand                   | FVN 010                 | Sampler                        |                                        |       |
| 2014             | Mukke aus der Unterschicht 4                                              | Bizzy Montana                         | FVN 014                 | Album                          |                                        |       |
| 2014             | 8Null8                                                                    | Johnny Pepp                           | FVN 013                 | Album                          |                                        |       |
| 2014             | Camouflage (Standard Edition) (Premium Edition) (Limited Fan Edition Box) | Nazar                                 | WPE 055                 | Album Box                      |                                        |       |
| 2014             | 100 Prozent Macher                                                        | Blut & Kasse                          | MM 001                  | Album                          |                                        |       |
| 2014             | Momente (Premium Edition) (Limited Boxset)                                | Marc Reis                             | WPE 057                 | Album Box                      |                                        |       |
| 2015             | Kaos (Vinyl-LP) (Limited Fan Edition Box)                                 | Vega                                  | FVN 015                 | Album Vinyl Box                |                                        |       |
| 2015             | In den Wolken (Integral Version)                                          | Aaron Scotch                          | ND2014-02               | Album Box                      |                                        |       |
| 2015             | Akustik Session                                                           | Otto Normal                           |                         | Album                          |                                        |       |
| 2015             | Willkommen im Niemandsland Teil 3                                         | Freunde von Niemand                   | FVN 016                 | Sampler                        |                                        |       |
| 2015             | In deiner Town                                                            | Erabi                                 |                         | Album                          |                                        |       |
| 2015             | One Man Show                                                              | Maskoe                                | SKE 001                 | Album                          |                                        |       |
| 2015             | Beef                                                                      | Pilz                                  | KK 001                  | Album                          |                                        |       |
| 2015             | Mixtake Vol. 1                                                            | Magnetband                            |                         | Album                          |                                        |       |
| 2015             | Vega Live in Frankfurt                                                    | Vega                                  | FVN 018                 | Album                          |                                        |       |
| 2015             | Gebrüder Grimm                                                            | Snowgoons                             | ND2015-01               | Album                          |                                        |       |
| 2015             | Hgwrts                                                                    | Schatten und Helden                   | WPE 062                 | Album                          |                                        |       |
| 2015             | Machermodus                                                               | Blut & Kasse                          | MM 002                  | Album                          |                                        |       |
| 2016             | Alte Liebe Rostet Nicht                                                   | Vega & Bosca                          | FVN 019                 | Album                          |                                        |       |
| 2016             | Antiheld                                                                  | Timeless                              | FVN 017                 | Album                          |                                        |       |
| 2016             | Hände Hoch!                                                               | KAFVKA                                | WPE 063                 | Album                          |                                        |       |
| 2016             | Tanz mit der Straße                                                       | Erabi                                 | RPR 014                 | Album                          |                                        |       |
| 2016             | Karma                                                                     | Omik K                                | WPE 065                 | Album                          |                                        |       |
| 2016             | Für die Familie                                                           | Johnny Pepp                           | FVN 010                 | Album                          |                                        |       |
| 2016             | Je suis Navid                                                             | Navid Tufan                           | WPE 064                 | Album                          |                                        |       |
| 2016             | Kamikaze                                                                  | Pilz                                  | KK 002                  | Album                          |                                        |       |
| 2016             | Forever Ying                                                              | Damion Davis                          | ND2016-03               | Album                          |                                        |       |
| 2016             | GTA 6                                                                     | Blut & Kasse                          |                         | Album                          |                                        |       |
| 2016             | Rot                                                                       | Face                                  | FVN 020                 | Album                          |                                        |       |
| 2017             | Akustik Session II                                                        | Otto Normal                           | RPR 018                 | Album                          |                                        |       |
| 2017             | KA 137                                                                    | Erabi                                 | RPR 019                 | Album                          |                                        |       |
| 2017             | Blackout 2                                                                | Chakuza & Bizzy Montana               | WPE 066                 | Album                          | DE: Platz 7 AT: Platz 9 CH: Platz 33   |       |
| 2017             | Hack Mixtape                                                              | Pilz                                  | KK 003                  | Mixtape                        |                                        |       |
| 2017             | Sommerdepression EP                                                       | Chakuza & Bizzy Montana               | WPE 067                 | EP                             |                                        |       |
| 2017             | Nocky EP                                                                  | Nocky                                 | WPE 068                 | EP                             |                                        |       |
| 2018             | Stola                                                                     | Antifuchs                             | WPE 070                 | Album                          |                                        |       |
| 2018             | Suchen & Zerstören 3                                                      | Chakuza                               | WPE 069                 | Album                          |                                        |       |
| 2018             | Tod/Geburt                                                                | Pilz                                  |                         | Album                          |                                        |       |
| 2019             | Noir                                                                      | Laidback Leo                          | WPE 094                 | Album                          |                                        |       |
| 2019             | Eastside Junge                                                            | Niqo Nuevo                            | WPE 113                 | Album                          |                                        |       |